# Shānejān
Shānejān (persiska: شانجان) är en ort i Iran.   Den ligger i provinsen Östazarbaijan, i den nordvästra delen av landet, 600 km nordväst om huvudstaden Teheran. Shānejān ligger 1 646 meter över havet och antalet invånare är 338.
Terrängen runt Shānejān är huvudsakligen kuperad, men norrut är den bergig. Terrängen runt Shānejān sluttar söderut.Runt Shānejān är det ganska tätbefolkat, med 56 invånare per kvadratkilometer. Närmaste större samhälle är Shabestar, 5,2 km söder om Shānejān. Trakten runt Shānejān består i huvudsak av gräsmarker.